# Hodgsonia
Hodgsonia es un género con cuatro especies de plantas con floress perteneciente a la familia Cucurbitaceae. 
Hodgsonia fue nombrado en honor de Brian Houghton Hodgson en 1853 por los botánicos británicos Joseph Dalton Hooker y Thomas Thomson, que examinaron la planta y en virtud de la hospitalidad de Hodgson en el Himalaya.

## Especies seleccionadas
- Hodgsonia capniocarpa
- Hodgsonia heteroclita
- Hodgsonia junciformis
- Hodgsonia macrocarpa